# 十勝川
十勝川（日语：／ Tokachigawa */?）是位於日本北海道東部流入太平洋的一級河川，名稱源自十勝川在出海口前的分流浦幌十勝川河口的「十勝太」聚落，地名則來自阿伊努語的「tokap-us-i」（後訛變為「Tokapci」），意思是「乳房的地方」，指十勝川出海口像是乳房一樣；也有人認為是來自「to-ka-p-ci/to-ka-o-p-ci」（湖泊附近乾枯的地方）。

## 地理
十勝川源頭位於上川郡新得町十勝岳東南側，源頭地區現被列為「原生自然環境保全地域」，經過多個支流匯流後，於中川郡豐頃町流入太平洋，流域面積9,010km²佔了整個十勝綜合振興局轄區內約九成的區域，流域為北海道第二大的河川，在全日本排第六 。上游有十勝水壩、岩松水壩、屈足水壩。

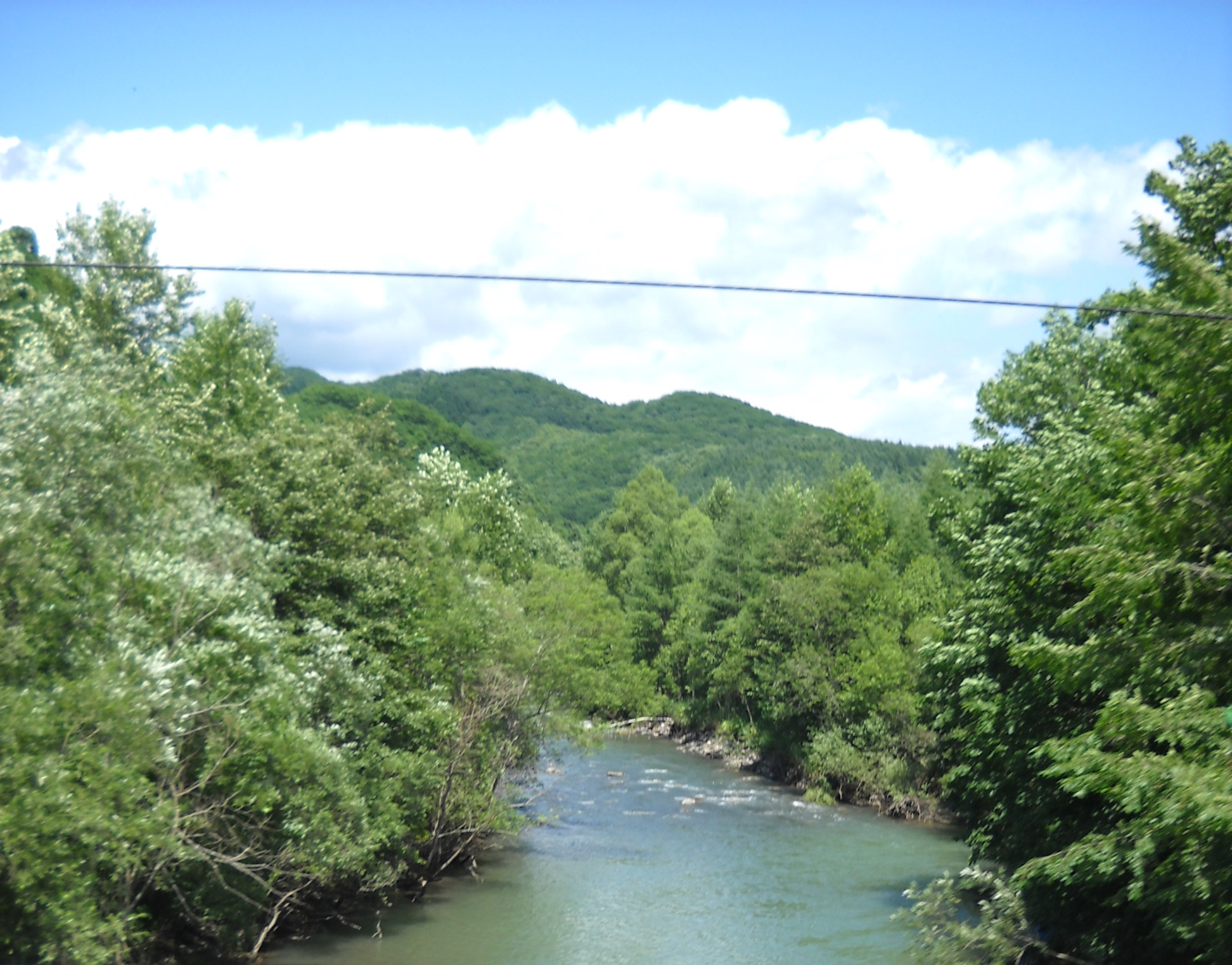
十勝川位於新得町北海道道593號屈足鹿追線的上游區域
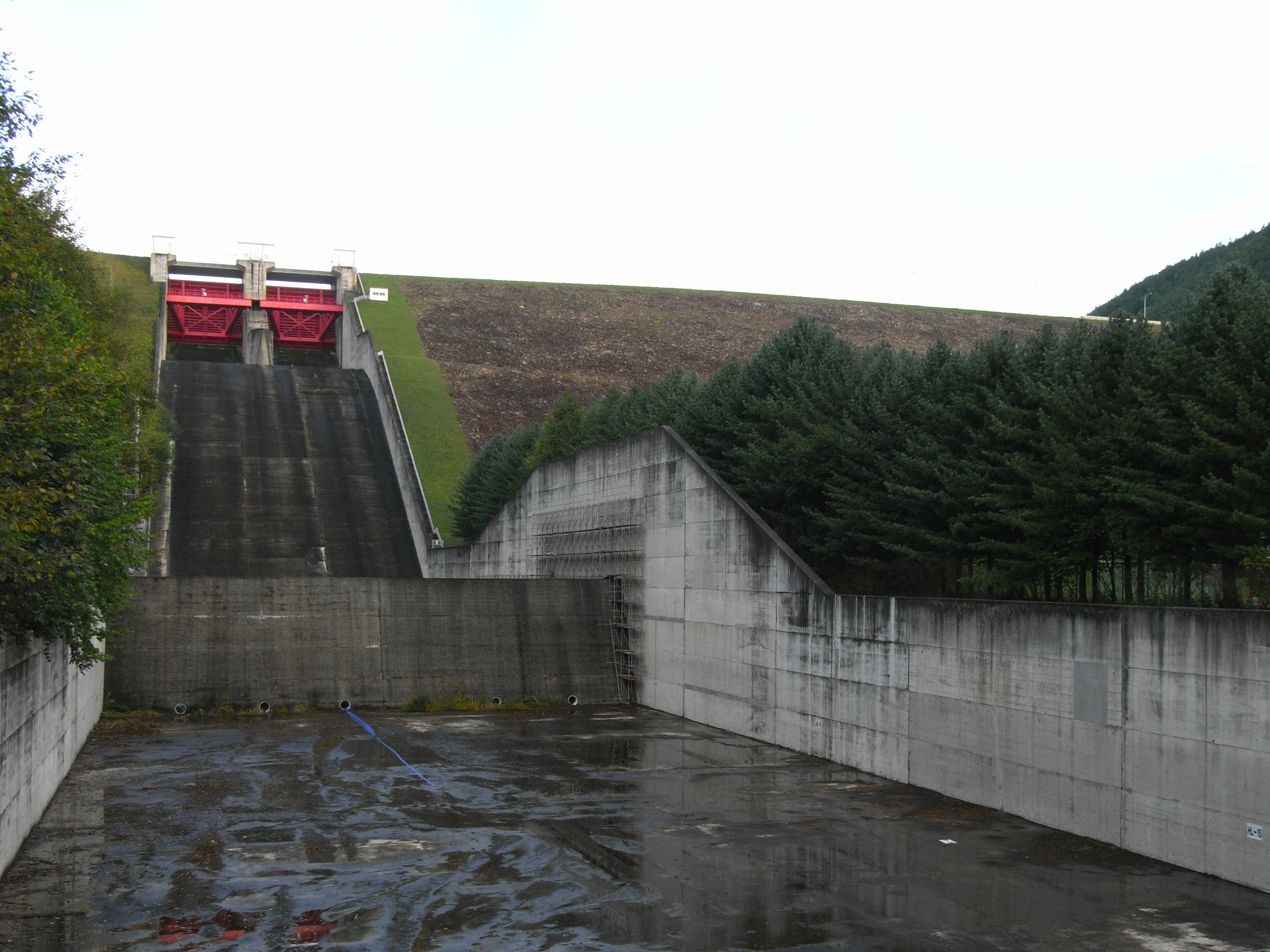
十勝水壩
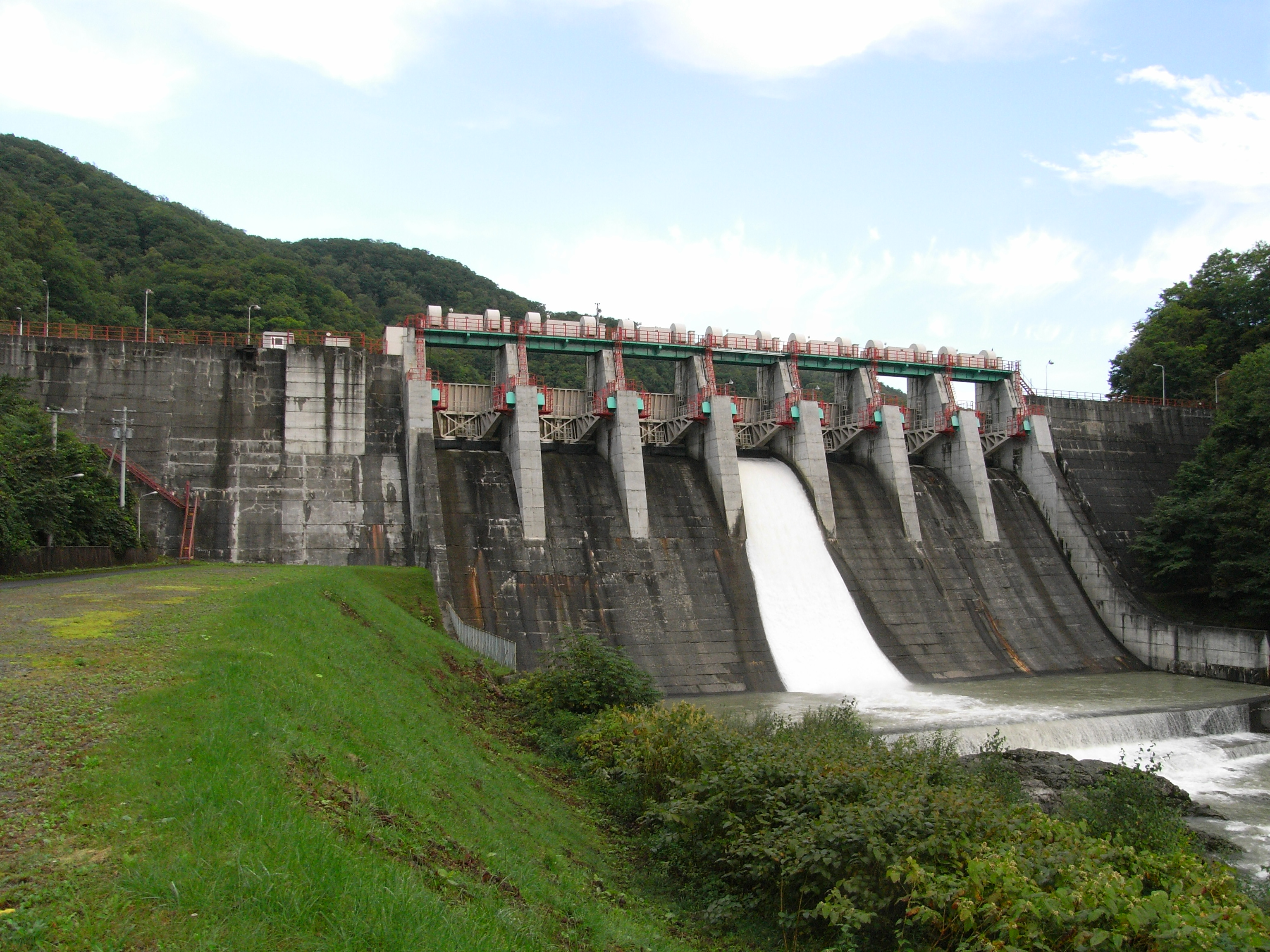
岩松水壩
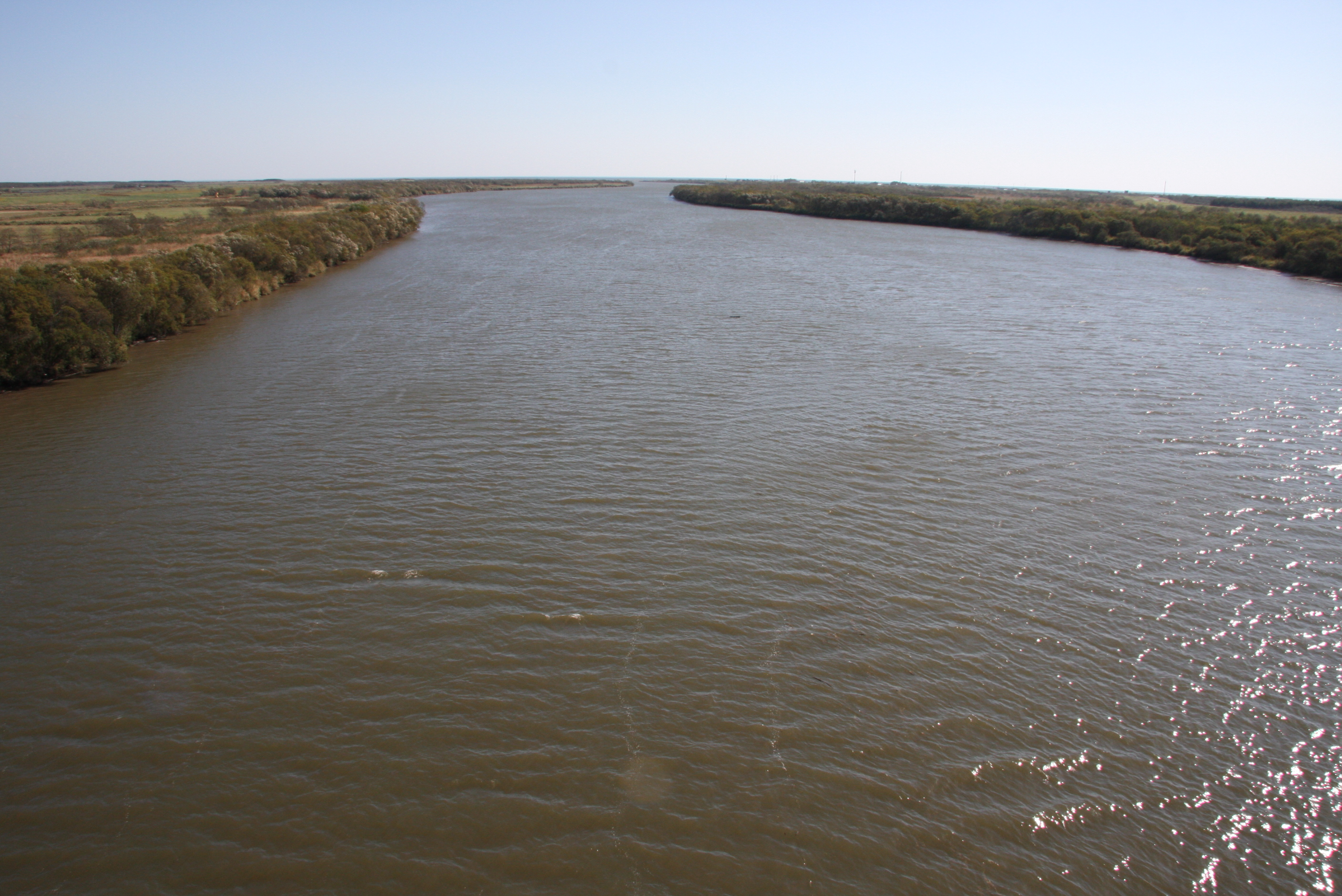
十勝川出海口，十勝河口橋附近

## 生態
過去曾經擁有豐富的，有大麻哈鱼迴游，也曾有釣到長度超過兩公尺遠東哲羅魚的紀錄。但現在由於水質的汙染，以及在十勝川溫泉下游設置了千代田堰堤，影響了這些魚類的棲息。
十勝川溫泉的十勝中央大橋周邊在冬季有候鳥天鵝在此過冬棲息。

## 流過的行政區劃
上川郡新得町、清水町、河西郡芽室町、帶廣市、河東郡音更町、中川郡幕別町、池田町、豐頃町、十勝郡浦幌町

## 支流
- 富村牛川（新得町）
- 佐幌川（日语：佐幌川）（新得町、清水町）
- 芽室川（清水町、芽室町）
- 美生川（日语：美生川）（芽室町）
- 然別川（日语：然別川）（鹿追町、音更町） - 矢部川（日语：矢部川 (北海道)）
- 音更川（日语：音更川）（上士幌町、士幌町、音更町）
- 帶廣川（日语：帯広川）（芽室町、帶廣市）
- 札內川（日语：札内川）（中札內村、帶廣市、幕別町） - 賣買川（日语：売買川）、戶蔦別川（日语：戸蔦別川）
- 士幌川（士幌町、音更町）
- 途別川（日语：途別川）（帯広市、幕別町） - 舊途別川（日语：旧途別川）
- 猿別川（日语：猿別川）（幕別町）
- 利別川（日语：利別川）（池田町、豐頃町）
- 牛首別川（日语：牛首別川）（豐頃町）
- 舊利別川（池田町、豐頃町）
- 浦幌十勝川（日语：浦幌十勝川）（分流）（浦幌町） - 浦幌川（日语：浦幌川）

## 主要橋梁
- 奧十勝橋
- 支十勝橋
- 新富村牛大橋
- 近別大橋
- 白雲橋 - 北海道道718號忠別清水線（日语：北海道道718号忠別清水線）
- 東大雪橋 - 北海道道718号忠別清水線
- 新清橋 - 北海道道75號帶廣新得線（日语：北海道道75号帯広新得線）
- 共榮橋
- 上川橋 - 國道274號
- 清水大橋
- 十勝川橋 - 道東自動車道
- 十勝橋 - 北海道道734号熊牛御影线
- 祥榮橋 - 北海道道54號東瓜幕芽室線（日语：北海道道54号東瓜幕芽室線）
- 芽室大橋
- 士狩大橋（日语：士狩大橋） - 國道236號帶廣廣尾自動車道
- 中島橋 - 北海道道214号川西芽室音更线
- 平原大橋 - 國道241號（日语：国道241号）
- 鈴蘭大橋 - 北海道道75號帶廣新得線
- 十勝大橋 - 國道241號
- 十勝中央大橋
- 千代田大橋 - 國道242號（日语：国道242号）
- 豐頃大橋 - 國道38號
- 茂岩橋 - 北海道道320号旅来丰顷停车场线
- 十勝河口橋 - 國道336號（日语：国道336号）

## 外部連結
- （日語） 十勝川 - 帶廣開發建設部